# Afrothismia pachyantha
Espèce
Synonymes
- Thismia pachyantha (Schltr.) Engl.[1]

Statut de conservation UICN

 CR A2c; B1ab(iii)+2ab(iii); C2a(i,ii); D : 
En danger critique
Afrothismia pachyantha Schltr. est une espèce de plantes de la famille des Burmanniaceae et du genre Afrothismia, endémique du Cameroun

## Description
Il s'agit d'une très petite herbe achlorophylienne.

## Distribution et écologie
C'est une plante endémique du Cameroun, seulement connue au mont Cameroun où elle est peut-être déjà éteinte et au mont Koupé. Elle a été collectée pour la première fois près de Moliwe en 1905 et n'a plus été redécouverte au mont Cameroun, malgré plusieurs recherches. Cette espèce a été redécouverte sur le mont Koupé en octobre 1995.
L'espèce figure sur la liste rouge de l'UICN comme en danger critique d'extinction.